# Соколовка (Кимовский район)
Соколовка — деревня в Кимовском районе Тульской области России.
В рамках административно-территориального устройства входит в Румянцевский сельский округ Кимовского района, в рамках организации местного самоуправления включается в Новольвовское сельское поселение.

## География
Деревня находится в восточной части Тульской области, в лесостепной зоне, в пределах Среднерусской возвышенности, на правом берегу реки Карачаевки, на расстоянии 6 километров (по прямой) к северо-востоку от города Кимовска, административного центра района. Абсолютная высота — 184 метра над уровнем моря.

### Климат
Климат характеризуется как умеренно континентальный, с умеренно холодной зимой и тёплым летом. Среднегодовая многолетняя температура воздуха составляет +4 — +4,6°С. Средняя температура воздуха самого холодного месяца (января) — −10 °C (абсолютный минимум — −42 °C), средняя температура самого тёплого (июля) — +18,3 °С (абсолютный максимум — +38 °C). Безморозный период длится около 149 дней. Среднегодовое количество атмосферных осадков составляет 536 мм, из которых большая часть выпадает в тёплый период. Снежный покров держится в течение 130—145 дней. Среднегодовая скорость ветра составляет 3,6 м/с.

### Часовой пояс
Деревня Соколовка, как и вся Тульская область, находится в часовой зоне МСК (московское время). Смещение применяемого времени относительно UTC составляет +3:00.

## Население
| 2010 |
| ---- |
| 8    |

### Национальный состав
Согласно результатам переписи 2002 года, в национальной структуре населения русские составляли 100 % из 19 чел.